# Грассе, Эжен
Эжен Самюэль Грассе (фр. Eugène Samuel Grasset ; 25 мая 1845, Лозанна, Швейцария — 23 октября 1917, Со (О-де-Сен), пригород Парижа) — французский художник швейцарского происхождения. рисовальщик, скульптор, декоратор, живописец и гравёр, мастер афиши и плаката. Один из создателей флорального течения в искусстве стиля ар-нуво.
Он реализовал свой талант во всех областях декоративно-прикладного искусства, «работая над эскизами оформления интерьеров, книжной графики, театральной афиши, обоев, тканей, витражей, изделий из металла, стекла, керамики, он использовал органические формы, вводил мотив стилизованного растения с вьющимися линиями. О нём говорили: „рисуя свои цветочки, он никогда не расстаётся со скальпелем хирурга-ботаника“».

## Биография
Эжен Грассе родился в 1845 году в Лозанне в семье мастера-краснодеревщика, декоратора и скульптора. С 1859 по 1863 год он учился рисованию у Франсуа Босьона. В период с 1861 по 1863 годы изучал архитектуру в Высшей технической школе Цюриха. Затем работал в архитектурном бюро в Лозанне.
По окончании обучения, в 1866 году, он посетил Египет, который позднее вдохновил его на многие работы. Он также стал поклонником японского искусства, которое оказывало влияние на его творчество, начиная с 1871 года.
В 1871 году Эжен Грассе переехал в Париж, где и провёл большую часть своей творческой жизни. С 1890-х годов его мастерская располагалась в Сите-Флери на бульваре Араго. Он женился (дата свадьбы неизвестна) на Эфразии Шарлотте Шарроттон (1848—1926), с которой он жил с момента своего прибытия в Париж.
Декретом от 22 июня 1891 года он получил французское гражданство. В 1895 году он был удостоен звания кавалера Ордена Почётного легиона, в 1911 году стал офицером ордена. С 1900 года он жил в Со, где арендовал бывший дом Эжена Кюри, отца Пьера Кюри, расположенный на улице Саблон, переименованной в 1907 году в улицу Пьера Кюри. Там он и скончался 23 октября 1917 года. Похоронен на кладбище в Со.
В своём завещании от 1904 года он назначил своего друга, мастера-стеклодува Феликса Годена, душеприказчиком и поручил ему организовать распродажу своей коллекции (японские гравюры, греческие вазы, статуэтки Танагры, средневековые древности) и фондов своей студии, что и было сделано в марте 1918 года в ходе четырёх распродаж в отеле Друо.

## Творчество
Эжен Грассе начал свою карьеру как живописец, акварелист и скульптор. В 1869 и 1870 годах он работал над оформлением театра в Лозанне. Затем в Париже он разрабатывал рисунки для фабрики по производству канцтоваров, гобеленов, керамики и ювелирных изделий, где быстро приобрел хорошую репутацию. Он открыл для себя творчество Виолле-ле-Дюка, которое оказало на него большое влияние.
В 1880 году его друг Шарль Жилло поручил ему разработать проекты оформления и обстановки номеров своего отеля на улице Мадам в Париже, которые сегодня хранятся в парижском Музее декоративного искусства. В это же время Грассе начал работу над [[Картон (живопись) |картонами для витражей. В этой работе он сотрудничал со своим другом, стеклоделом Феликсом Годеном с 1887 года до своей смерти в 1917 году.
В церкви Сент-Этьен в Бриаре наборные полы сделаны из мозаики, созданной по картонам Грассе (1895). Мозаики украшают фасады здания. Грассе рисовал проекты обоев и обивочных тканей. Большая шпалера «Марсельеза, или Весенний праздник» была представлена на Всемирной выставке в Париже 1900 года. Для знаменитого парижского универмага «Самаритэн», памятника архитектуры эпохи модерна (архитектор Франц Журден), по проекту Грассе был изготовлен металлический декор фасада.
С 1877 года Эжен Грассе создавал гравюры для книжных иллюстраций, в том числе к Новому иллюстрированному словарю Ларусса (1897), Альманаху библиофила за 1901 год (Эдуар Пеллетан), к «Малому Ларуссу» (1905) и «Ларуссу для всех» (Le Larousse pour tous, 1910). В 1890 году Грассе модифицировал логотип, разработанный в 1876 году Эмилем-Огюстом Рейбером для словаря Ларусса, на котором были изображены одуванчики: два цветущих и один с пучками, на которых изображено рассеивание, иллюстрирующее сопутствующий девиз: «Я сею на ветер» (Je sème à tout vent).
Грассе разработал вывеску для кабаре «Le Chat Noir» (Чёрный кот) — силуэт кота на золотом солнце, отдыхающего между двумя колоссальными коваными фонарями, а для внутреннего интерьера он спроектировал камин и люстры.
Став всемирно известным, он получил заказы от нескольких американских изданий. Он является одним из основоположников «стиля модерн» в США. В 1892 году он оформил обложку рождественского выпуска журнала «Harper’s Magazine». В 1894 году он создал рекламу «Мохнатая лошадь» для журнала «The Century Magazine». В 1898 году для издательства «Fonderie G. Peignot et Fils» он создал знаменитый печатный символ, который был представлен на Всемирной выставке 1900 года в Париже и использовался на его плакатах и рекламных щитах. Этот типографский шрифт имел успех и символизировал эстетику ар-нуво.
Грассе проектировал почтовые открытки и марки. Совместно с Эктором Гимаром он был соучредителем «Общества художников-декораторов» (la Société des artistes décorateurs) в Париже. Вместе с Рене Лаликом он стал соучредителем «Французского общества декоративного искусства» (la Société de l’art décoratif français).
Вместе с уже известными к тому времени деятелями «нового стиля»: Анри Казалисом, Рене Лаликом, Эмилем Галле, Альфонсом Мухой и Виктором Орта он также основал «Международное общество популярного искусства» (la Société internationale de l’art populaire). Эжен Грассе был членом «Национального общества изящных искусств», и был избран постоянным членом жюри Центрального союза деятелей декоративно-прикладного искусства.
11 апреля 1897 года Эжен Грассе прочитал лекцию в Центральном союзе декоративных искусств (l’Union centrale des arts decoratifs) под названием «Ар-нуво» (L’art nouveau), в которой призвал своих современников избегать простого подражания «историческим стилям» и подверг резкой критике художественную промышленность, которая воспроизводила старые образцы, что ограничивало возможности для творчества и изобретательства. Поэтому, по мнению Грассе, художники должны искать новые формы для творчества. Новое искусство должно отвечать современным потребностям и рационально использовать материалы и технологии, а также «орнаменты, взятые из природы». Грассе декларировал «два закона». Первый заключался в том, что «форма проектируемых предметов должна быть приспособлена к пользованию ими, и не должна изменяться при внесении декора». Второй закон гласил: «Материал ставит пределы точному воспроизведению природных объектов и эти пределы никогда не следует пытаться преодолеть силой».
В 1905 году Грассе опубликовал своё теоретическое сочинение с собственными иллюстрациями «Метод орнаментальной композиции» .
На почтовые марки Швейцарии, созданные по рисунку Грассе, обратил внимание А.П.Чехов. Несколько таких марок хранятся в доме-музее писателя в Ялте.

## Преподавание
Его дебют в качестве преподавателя состоялся между 1875 и 1877 годами в Школе на улице Тевено в Париже Синдиката мастеров бижутерии (Syndicat des ouvriers bijoutiers), где он читал курс по общим принципам декора, а затем отдельные курсы в мастерской витражей своего друга Феликса Годена. С 1890 по 1903 год он продолжил свою преподавательскую деятельность, осуществляя руководство курсом «рисунка в промышленных искусствах и декоративной композиции» (cours de dessin d’arts industriels et composition décorative) в художественной школе Герена (фр.) на улице Вавен, а в 1905—1917 годах — в школе Этьенн (фр.).
С 1903 по 1904 год Грассе преподавал в Школе графического искусства на улице Мадам, а затем с 1904 по 1913 год, в Академии Гранд-Шомьер.
Грассе выступал за введение в программу подготовки мастеров декоративно-прикладного искусства специальных курсов. Подобно Эмилю Галле, он был убеждён, что, также как художникам академического изобразительного искусства необходимо преподавать анатомию и перспективу, то художникам декоративного творчества надо специально изучать ботанику, зоологию и геологию.
Эжен Грассе имел множество учеников, среди которых наиболее известны Аугусто Джакометти и Отто Эрнст.

## Графика
- Логотип изданий «Ларусс». 1890
- «Метательница кислоты». 1894. Хромолитография
- Обложка издания «Растение и его декоративное применение»
- Обложка «Новый иллюстрированный словарь Ларусса». 1897-1904
- Гарнитура шрифта «италика-курсив». Типографский образец 1924 г.
- Ревность. Литография, раскраска акварелью
- Плакат выставки «Ар-нуво» Эжена Грассе: Salon des Cent, 31 rue Bonaparte, Париж. 1894
- Юная дева в саду. Акварель

## Мозаика, ювелирное искусство, витраж
- Мозаика фронтона церкви Сент-Этьен в Бриаре. 1890
- Гребень «Ассирийка». До 1917. Панцирь черепахи, золото, эмаль. Музей Орсе, Париж
- Брошь «Видения». 1900. Эмаль, слоновая кость, тиснёное золото, кабошоны топазов. Музей Орсе, Париж
- Пряжка для ремня с двумя рыбами и водорослями 1900. Акварель, гуашь. Смитсоновский музей дизайна Купер Хьюитт, Нью-Йорк
- «Павлин». Пряжка для ремня. 1900. Акварель, гуашь. Смитсоновский музей дизайна Купер Хьюитт, Нью-Йорк
- «Весна». Перегородчатый витраж. Роспись Феликса Годена. 1894. Музей декоративного искусства, Париж
- «Витраж для церкви» (?). Роспись Р. Одри
- Витраж «Битва при Бувине» на фоне труб органа. Церковь Сен-Мартен-де-Монморанси, Валь-д’Уаз